# Nanopsallus
Nanopsallus is een geslacht van wantsen uit de familie van de Miridae (Blindwantsen). Het geslacht werd voor het eerst wetenschappelijk beschreven door Wagner in 1952.

## Soorten
Het genus bevat de volgende soort:

- Nanopsallus carduellus (Horváth, 1888)